# グナエウス・ユリウス・アグリコラ

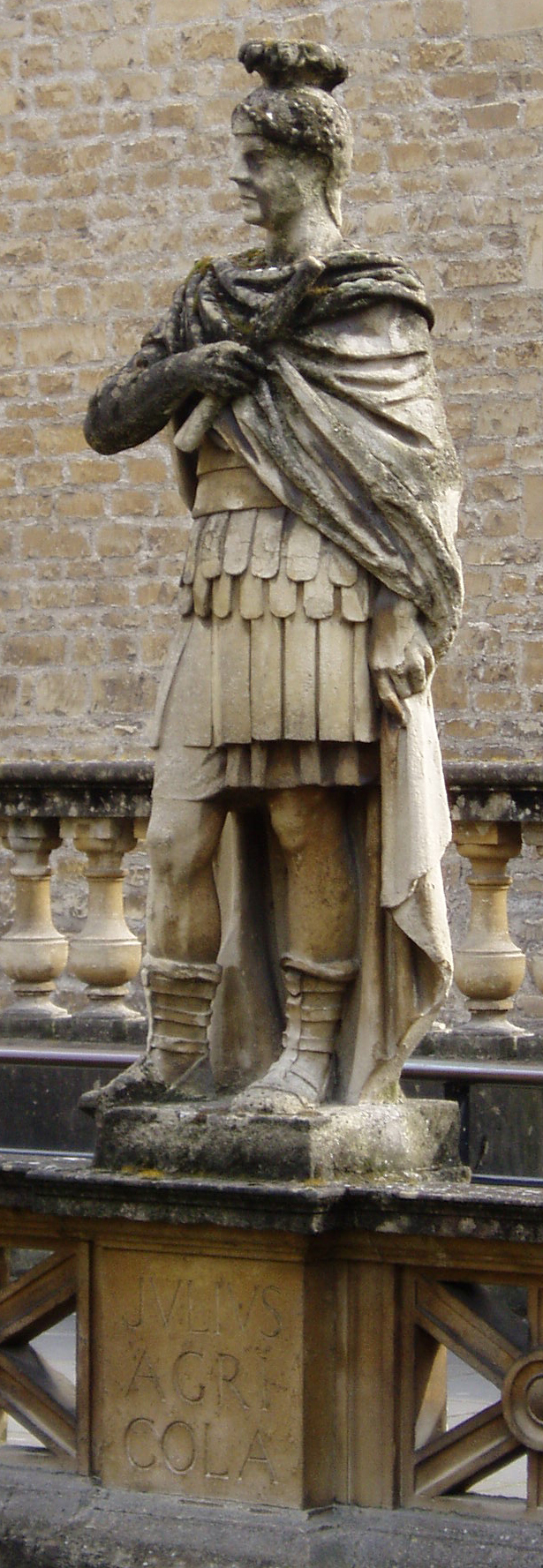
グナエウス・ユリウス・アグリコラ

グナエウス・ユリウス・アグリコラ（ラテン語: Gnaeus Julius Agricola、40年7月13日 - 93年8月23日）は、帝政ローマ期の軍人、政治家である。ウェスパシアヌス帝からドミティアヌス帝の時代にかけて活躍し、特にブリタンニア総督としてブリタンニアのローマ化と制圧に尽力したことで知られる。

## 生涯
アグリコラは、40年7月13日、ガリア・ナルボネンシス地方（現在のフランス南部）のフォルム・ユリイ（現フレジュス）で生まれた。彼の家系は元老院議員階級に属し、比較的裕福な家庭であった。父のルキウス・ユリウス・グラキヌスは元老院議員を務めた人物であり、母のユリア・プロキッラも高貴な家柄の出身であった。幼少期にマッシリア（現マルセイユ）で教育を受け、修辞学と哲学を学んだ。この教育は、後の彼の政治家としてのキャリアに大きな影響を与えたとされる。
青年期には軍務に就き、ブリタンニアの第2軍団アウグスタにトリブヌス・ミリトゥム（高級将校）として配属された。この経験が、後のブリタンニア総督としての活動の基礎を築いた。

## 政治家としてのキャリア
アグリコラの政治家としてのキャリアは、ネロ帝の治世に始まった。彼はクァエストル（財務官）、プラエトル（法務官）といった初期の公職を歴任し、着実に昇進を重ねた。内乱期を経てウェスパシアヌス帝が即位すると、アグリコラは帝政への忠誠心と能力を認められ、より重要な役割を担うようになった。
71年にはアクィタニア属州の総督に任命され、効率的な行政手腕を発揮した。75年には執政官（コンスル）に就任し、ローマ帝国の最高位の公職の一つを務めた。

## ブリタンニア総督としての功績
77年、アグリコラはブリタンニア属州の総督に任命された。当時のブリタンニアは、未だ完全にローマの支配下にはなく、多くの現地部族が抵抗を続けていた。アグリコラは、総督として赴任後、まず軍事作戦によって北方の未征服地域への進出を図った。
彼は80年には現在のスコットランドにあたるカレドニア地方にまで進軍し、多くの要塞を建設した。83年にはモン・グラウピウスの戦いでカレドニア部族連合を破り、ローマの支配領域を北方に拡大した。また、彼は単なる軍事占領に留まらず、ローマ文化の導入とインフラ整備にも力を入れた。都市の建設、道路網の整備、ローマ式浴場の普及など、ブリタンニアのローマ化を積極的に推進した。これにより、ブリタンニアの安定と発展に大きく貢献したとされる。

## 晩年と評価
アグリコラは85年にブリタンニア総督の職を解かれ、ローマに戻った。その後の彼の動向については、タキトゥスの記述以外に詳しい情報は少ない。93年8月23日、ローマで死去した。
アグリコラの生涯と業績は、彼の娘婿である歴史家タキトゥスの著書『アグリコラ』に詳しく記されている。この著作は、彼を理想的なローマの軍人・政治家として描き出しており、その公正さ、勤勉さ、そして忠誠心を高く評価している。タキトゥスはまた、アグリコラの成功がドミティアヌス帝の嫉妬を招き、結果としてその命を縮めた可能性を示唆している。
アグリコラは、ローマ帝国の拡大期における重要な人物の一人であり、特にブリタンニアのローマ化に果たした役割は極めて大きい。彼の統治は、軍事的成功と文化的・行政的統合の両面において高く評価されている。